# Дана (славянская мифология)
Дана — по  мнению Н. И. Костомарова, богиня воды в славянской мифологии, покровительница рек, ручьев и водоёмов. Современной наукой гипотеза признана ошибочной.

## Построения Костомарова
Сравнивая славянскую и прочие европейские мифологии на предмет женского божества воды, Н. И. Костомаров пришёл к выводу о существовании у восточных славян подобного божества. Свой вывод он аргументирует, приводя названия рек: Двина, Дунай, Дон, Днепр (Данаприс) и припев в обрядных песнях: дана, дана. Он сравнил данные корни со западнославянскими именами Девония, Дзеванна и кельтским Дивона, сделав вывод, что данный корень и аналогичное божество сохранились и у восточных славян, что выразилось в вышеприведённых гидронимах и припеве. О Дане Костомаров пишет: «как вода, начало вещей, вечно прекрасная, вечно свежая, она была дева и вместе жена, то есть супруга солнца».

## Современная точка зрения
Современная наука даже не комментирует этот вывод Костомарова, ввиду его необоснованности и ошибочности. Особенно они заметны, учитывая современные научные данные.
Причины появления подобных «божеств» охарактеризовала Л. Н. Виноградова:

Движимые стремлением описать славянскую мифологию по аналогии с детально разработанной античной, авторы первых трудов по славянскому язычеству создавали длинные списки так называемых «божеств», названия которых добывались порой весьма сомнительными способами (например, использовались неясные имена и названия, встречающиеся в поговорках, заговорах, формулах клятв и проклятий, песенных рефренах и т. п., а затем домысливался некий мифологический образ). Так возникли (и, к сожалению, до сих пор не сходят со страниц некоторых новейших мифологических словарей) многочисленные лели, леды, любмелы, дзевои, паляндры, зимцерлы и прочие искусственно созданные «персонажи», включённость которых в архаические верования славян не подтверждается ни надёжными письменными источниками, ни данными устной народной культуры.
По данным современной лингвистики, гидронимы Дон, Днепр (сюда же Днестр, Донец и др.) имеют иранское происхождение — ср. осет. don, авест. dānu-, санскр. dấnu-. Гидроним Дунай имеет кельтское происхождение (Dānuvius), вероятно, родственное вышеуказанному корню. Гидроним Двина имеет другой корень, никак не связанный с вышеуказанными, который пока не имеет общепризнанной удовлетворительной этимологии.
Имена Дева, Девония, к которым апеллирует Костомаров, стремясь обосновать свои построения, не являются именами какого-то отдельного женского божества, в действительности это эпитеты Мокоши.